# Phreatobius
Phreatobius (лат.) — род лучепёрых рыб из надсемейства Pimelodoidea отряда сомообразных.
В роде Phreatobius описаны 3 вида:
- Phreatobius cisternarum Goeldi, 1905
- Phreatobius dracunculus Shibatta, Muriel-Cunha & De Pinna, 2007
- Phreatobius sanguijuela Fernández, Saucedo, Carvajal-Vallejos & Schaefer, 2007

Однако, некоторые исследователи на основании молекулярно-генетических исследований выделяют ещё 4 вида, пока не получивших формального описания: Phreatobius sp. «Anapixi», Phreatobius sp. «Jaú», Phreatobius sp. Tarumanzinho", Phreatobius sp. «Viruá».
Спинных плавника два, второй спинной, хвостовой и анальный плавники соединены в один непрерывный плавник. Хвостовой плавник закругленный, лучи анального плавника неразветвлённые, первый луч грудного плавника мягкий. Нижняя челюсть немного выступает вперёд. Окраска яркая розово-красная.
Все три вида сомиков этого рода очень похожи. Однако, у Phreatobius cisternarum глаза крошечные, а у Phreatobius dracunculus и Phreatobius sanguijuela глаза вообще отсутствуют. Два безглазых вида различаются по количеству лучей в плавниках и позвонков. Phreatobius dracunculus имеет более светлый цвет, в то время как Phreatobius cisternarum и Phreatobius sanguijuela имеют ярко-красную окраску.
Все известные науке особи всех трёх видов сомиков рода Phreatobius были пойманы только в искусственных колодцах, проникающих в приповерхностные водоносные горизонты бассейна реки Амазонки. Этот род имеет один из самых обширных ареалов среди всех родов пещерных или живущих в подземных водах рыб: P. sanguijuela найден в верхней части Амазонки, примерно в 2000 км от местонахождений P. cisternarum около устья реки Амазонки, а P. dracunculus — примерно в 1900 км от бассейна реки Рио-Бранко.
Род Phreatobius в разное время относили к 6 разным семействам сомообразных рыб: Clariidae, Plotosidae, Trichomycteridae, Cetopsidae, Pimelodidae, в последнее время его помещали в семейство Heptapteridae. Однако, недавние молекулярно-генетические исследования показали, что этот род нельзя однозначно отнести ни к одному из этих семейств. Поэтому в настоящее время его положение в надсемействе Pimelodoidea остаётся неопределённым (incertae sedis). Некоторые исследователи предлагают выделить род Phreatobius в отдельное семейство Phreatobiidae.